# العلاقات الإستونية الإيرانية
العلاقات الإستونية الإيرانية هي العلاقات الثنائية التي تجمع بين إستونيا وإيران.

## مقارنة بين البلدين
هذه مقارنة عامة ومرجعية للدولتين:
| وجه المقارنة                                              | إستونيا                                                                             | إيران                    |
| --------------------------------------------------------- | ----------------------------------------------------------------------------------- | ------------------------ |
| المساحة (كم2)                                             | 45.34 ألف                                                                           | 1.65 مليون               |
| عدد السكان (نسمة)                                         | 1.32 مليون                                                                          | 79.97 مليون              |
| الكثافة السكانية (ن./كم²)                                 | 29.11                                                                               | 48.47                    |
| العاصمة                                                   | تالين                                                                               | طهران                    |
| اللغة الرسمية                                             | اللغة الإستونية                                                                     | لغة فارسية               |
| العملة                                                    | يورو، كرون إستوني، كرون إستوني، المارك الإستوني                                     | ريال إيراني              |
| الناتج المحلي الإجمالي (بليون دولار)                      | 25.92 مليار                                                                         | 439.51 مليار             |
| الناتج المحلي الإجمالي (تعادل القوة الشرائية) بليون دولار | 38.11 مليار                                                                         | 1.36 تريليون             |
| الناتج المحلي الإجمالي الاسمي للفرد دولار أمريكي          | 17.79 ألف                                                                           |                          |
| الناتج المحلي الإجمالي للفرد دولار أمريكي                 | 28.14 ألف                                                                           |                          |
| مؤشر التنمية البشرية                                      | 0.871                                                                               | 0.766                    |
| رمز المكالمات الدولي                                      | +372                                                                                | +98                      |
| رمز الإنترنت                                              | .ee                                                                                 | .ir،                     |
| المنطقة الزمنية                                           | ت ع م+02:00، ت ع م+03:00، توقيت شرق أوروبا، أوروبا/تالين ‏، توقيت شرق أوروبا الصيفي ‏ | ت ع م+03:30، توقيت إيران |

## منظمات دولية مشتركة
يشترك البلدان في عضوية مجموعة من المنظمات الدولية، منها:
| علم المنظمة | اسم المنظمة                        | تاريخ انضمام إستونيا | تاريخ انضمام إيران |
| ----------- | ---------------------------------- | -------------------- | ------------------ |
|             | مؤسسة التنمية الدولية              | 11 أكتوبر 2008       | 10 أكتوبر 1960     |
|             | يونسكو                             | 14 أكتوبر 1991       | 6 سبتمبر 1948      |
|             | وكالة ضمان الاستثمار متعدد الأطراف | 24 سبتمبر 1992       | 15 ديسمبر 2003     |
|             | الأمم المتحدة                      | 17 سبتمبر 1991       | 24 أكتوبر 1945     |
|             | الفريق المعني برصد الأرض           | ?                    | ?                  |
|             | الاتحاد البريدي العالمي            | ?                    | ?                  |
|             | البنك الدولي للإنشاء والتعمير      | 23 يونيو 1992        | 29 ديسمبر 1945     |
|             | المنظمة الهيدروغرافية الدولية      | ?                    | ?                  |
|             | منظمة حظر الأسلحة الكيميائية       | ?                    | ?                  |
|             | مؤسسة التمويل الدولية              | 9 أغسطس 1993         | 28 ديسمبر 1956     |
|             | منظمة الشرطة الجنائية الدولية      | ?                    | ?                  |

## وصلات خارجية
- موقع وزارة الخارجية الإستونية
- موقع وزارة الخارجية الإيرانية